# (24029) 1999 RT198
1999 أر تي 198 (ويعرف أيضًا باسم (24029) 1999 أر تي 198 وفق تسمية الكوكب الصغير) (بالإنجليزية: 1999 RT198)‏ هو كويكب ضمن حزام الكويكبات؛ وترتيبه 24029 من حيث الاكتشاف.
اكتُشف هذا الجُرم الفلكي بواسطة بحث لنكولن عن الكويكبات القريبة من الأرض في 10 سبتمبر 1999.

## وصلات خارجية
- (24029) 1999 RT198 في قاعدة بيانات مختبر الدفع النفاث لأجرام النظام الشمسي الصغيرة

- الاكتشاف · مخطط المدار ·  العناصر المدارية · المعلمات المادية

- (24029) 1999 RT198 على موقع ويكي سكاي: DSS2, SDSS, GALEX, IRAS, Hydrogen α, X-Ray, Astrophoto, Sky Map, Articles and images